# Tour de França de 1977
L'edició del Tour de França de 1977, 64a edició de la cursa francesa, es disputà entre el 30 de juny i el 24 de juliol de 1977, amb un recorregut de 4.096 km distribuïts en un pròleg i 22 etapes, 5 d'elles amb dos sectors.
Hi van prendre part 100 ciclistes repartits entre 10 equips de 10 corredors, dels quals 53 arribaren a París, sense que cap equip arribés al complet al final de la cursa.
En aquesta edició es disputen fins a 6 contrarellotges, 5 d'individuals i una per equips. Durant la 17a etapa, amb final a L'Aup d'Uès, 30 dels 88 ciclistes que encara quedaven arriben fora de control. Es crea una classificació per equips als punts.
Aquest fou el darrer Tour en què hi va prendre part Eddy Merckx, que acabaria en 6a posició. El vencedor final fou el francès Bernard Thévenet, que d'aquesta manera aconsegueix el seu segon Tour de França, després de l'aconseguit el 1975.

## Resultats

### Classificació general
| Classificació General                  | Classificació General | Classificació General | Classificació General |
| -------------------------------------- | --------------------- | --------------------- | --------------------- |
| 1.                                     | Bernard Thévenet      | França                | 115h 38' 30"          |
| 2.                                     | Hennie Kuiper         | Països Baixos         | + 48"                 |
| 3.                                     | Lucien Van Impe       | Bèlgica               | + 3' 32"              |
| 4.                                     | Francisco Galdós      | Espanya               | + 7' 45"              |
| 5.                                     | Dietrich Thurau       | Alemanya              | + 12' 24"             |
| 6.                                     | Eddy Merckx           | Bèlgica               | + 12' 38"             |
| 7.                                     | Michel Laurent        | França                | + 17' 42"             |
| 8.                                     | Joop Zoetemelk        | Països Baixos         | + 19' 22"             |
| 9.                                     | Raymond Delisle       | França                | + 21' 32"             |
| 10.                                    | Alain Meslet          | França                | + 27' 31"             |
| 100 participants, 53 acabaren la cursa |                       |                       |                       |

### Gran Premi de la Muntanya
| 1r | Lucien van Impe | 244 pts |
| 2n | Hennie Kuiper   | 174 pts |
| 3r | Pedro Torres    | 144 pts |

### Classificació de la Regularitat
| 1r | Jacques Esclassan     | 226 pts |
| 2n | Giacinto Santambrogio | 140 pts |
| 3r | Dietrich Thurau       | 137 pts |

### Classificació per equips
| 1r | Ti-Raleigh |

### Altres classificacions
| Millor Jove  | Dietrich Thurau  |
| Combativitat | Gerrie Knetemann |

### Etapes
| Etapa   | Data         | Recorregut                                | km         | Guanyador                 | Líder            |
| Pròleg  | 30 de juny   | Fleurance                                 | 5 (CRI)    | Dietrich Thurau           | Dietrich Thurau  |
| 1ª      | 30 de juny   | Fleurance-Auch                            | 237        | Pierre-Raymond Villemiane | Dietrich Thurau  |
| 2ª      | 1 de juliol  | Auch-Pau                                  | 253        | Dietrich Thurau           | Dietrich Thurau  |
| 3ª      | 2 de juliol  | Auloron Santa Maria-Vitòria               | 248        | José Nazábal              | Dietrich Thurau  |
| 4ª      | 3 de juliol  | Vitòria-Seignosse-le-Penon                | 256        | Régis Delépine            | Dietrich Thurau  |
| 5ª (1)  | 4 de juliol  | Morcenx-Bordeus                           | 138,5      | Jacques Esclassan         | Dietrich Thurau  |
| 5ª (2)  | 4 de juliol  | Bordeus-Bordeus                           | 30,2 (CRI) | Dietrich Thurau           | Dietrich Thurau  |
| 6ª      | 5 de juliol  | Bordeus-Llemotges                         | 225,5      | Jan Raas                  | Dietrich Thurau  |
| 7ª (1)  | 6 de juliol  | Jaunay-Clan-Angers                        | 139,5      | Patrick Sercu             | Dietrich Thurau  |
| 7ª (2)  | 7 de juliol  | Angers-Angers                             | 4 (CRE)    | Fiat France               | Dietrich Thurau  |
| 8ª      | 8 de juliol  | Angers-An Oriant                          | 246,5      | Giacinto Santambrogio     | Dietrich Thurau  |
| 9ª      | 9 de juliol  | An Oriant-Rennes                          | 187        | Klaus Peter Thaler        | Dietrich Thurau  |
| 10ª     | 11 de juliol | Bagnoles-de-l'Orne-Rouen                  | 174        | Fedor den Hertog          | Dietrich Thurau  |
| 11ª     | 12 de juliol | Rouen-Roubaix                             | 242,5      | Jean-Pierre Danguillaume  | Dietrich Thurau  |
| 12ª     | 13 de juliol | Roubaix-Charleroi                         | 192,5      | Patrick Sercu             | Dietrich Thurau  |
| 13ª (1) | 14 de juliol | Friburg de Brisgòvia-Friburg de Brisgòvia | 46         | Patrick Sercu             | Dietrich Thurau  |
| 13ª (2) | 14 de juliol | Altkirch-Besançon                         | 159,5      | Jean-Pierre Danguillaume  | Dietrich Thurau  |
| 14ª     | 15 de juliol | Besançon-Thonon-les-Bains                 | 230        | Bernard Quilfen           | Dietrich Thurau  |
| 15ª (1) | 17 de juliol | Thonon-les-Bains-Morzine                  | 105        | Paul Wellens              | Dietrich Thurau  |
| 15ª (2) | 18 de juliol | Morzine-Avoriaz                           | 14 (CRI)   | Lucien Van Impe           | Bernard Thévenet |
| 16ª     | 18 de juliol | Morzine-Chamonix                          | 121        | Dietrich Thurau           | Bernard Thévenet |
| 17ª     | 19 de juliol | Chamonix-Aup d'Uès                        | 184,5      | Hennie Kuiper             | Bernard Thévenet |
| 18ª     | 20 de juliol | Voiron-Saint-Étienne                      | 199,5      | Eddy Merckx               | Bernard Thévenet |
| 19ª     | 21 de juliol | Saint-Trivier-sur-Moignans-Dijon          | 171,5      | Gerrie Knetemann          | Bernard Thévenet |
| 20ª     | 22 de juliol | Dijon-Dijon                               | 50 (CRI)   | Bernard Thévenet          | Bernard Thévenet |
| 21ª     | 23 de juliol | Montereau-Versalles                       | 141,5      | Gerrie Knetemann          | Bernard Thévenet |
| 22ª (1) | 24 de juliol | París-París                               | 6 (CRI)    | Dietrich Thurau           | Bernard Thévenet |
| 22ª (2) | 24 de juliol | París-París                               | 91         | Alain Meslet              | Bernard Thévenet |